# Ruanda az 1992. évi nyári olimpiai játékokon
Ruanda a spanyolországi Barcelonában megrendezett 1992. évi nyári olimpiai játékok egyik részt vevő nemzete volt. Az országot az olimpián 2 sportágban 10 sportoló képviselte, akik érmet nem szereztek.

## Atlétika
Férfi
| Versenyző            | Versenyszám | Előfutam | Előfutam | Előfutam | Elődöntő | Elődöntő | Elődöntő | Döntő   | Döntő    |
| Versenyző            | Versenyszám | Idő      | Hely.    | Össz.    | Idő      | Hely.    | Össz.    | Idő     | Helyezés |
| -------------------- | ----------- | -------- | -------- | -------- | -------- | -------- | -------- | ------- | -------- |
| Alphonse Munyeshyaka | 1500 m      | 3:58,75  | 13.      | 43.      | kiesett  | kiesett  | kiesett  | kiesett | kiesett  |
| Seraphin Mugabo      | 5000 m      | 14:25,97 | 11.      | 44.      |          |          |          | kiesett | kiesett  |
| Mathias Ntawulikura  | 10 000 m    | 28:51,79 | 12.      | 25.      |          |          |          | kiesett | kiesett  |
| Ildephonse Sehirwa   | Maraton     |          |          |          |          |          |          | 2:27:44 | 60.      |

Női
| Versenyző             | Versenyszám | Előfutam | Előfutam | Előfutam | Elődöntő | Elődöntő | Elődöntő | Döntő   | Döntő    |
| Versenyző             | Versenyszám | Idő      | Hely.    | Össz.    | Idő      | Hely.    | Össz.    | Idő     | Helyezés |
| --------------------- | ----------- | -------- | -------- | -------- | -------- | -------- | -------- | ------- | -------- |
| Laurence Niyonsaba    | 1500 m      | 4:24,87  | 12.      | 31.      | kiesett  | kiesett  | kiesett  | kiesett | kiesett  |
| Inmaculle Naberaho    | 3000 m      | 10:02,62 | 10.      | 31.      |          |          |          | kiesett | kiesett  |
| Marcianne Mukamurenzi | 10 000 m    | 33:00,66 | 12.      | 24.      |          |          |          | kiesett | kiesett  |

## Kerékpározás

### Országúti kerékpározás
Férfi
| Versenyző            | Versenyszám   | Idő           | Helyezés      |
| -------------------- | ------------- | ------------- | ------------- |
| Faustin Mparabanyi   | Mezőnyverseny | nem ért célba | nem ért célba |
| Emmanuel Nkurunziza  | Mezőnyverseny | nem ért célba | nem ért célba |
| Alphonse Nshimiyiama | Mezőnyverseny | nem ért célba | nem ért célba |